# Folklore (альбом Тейлор Свифт)
Folklore ...Это продукт плодовитого ума, вынужденного замедлиться, поразмыслить и создать что-то совершенно новое; мемуаристка, решившая поэкспериментировать с романом в стиле «поток сознания». Сказки пластинки разворачиваются в воображаемые личные истории.
Folklore (стилизовано как folklore) — восьмой студийный альбом американской певицы и автора песен Тейлор Свифт, релиз которого состоялся 24 июля 2020 года на лейбле Republic Records, спустя одиннадцать месяцев после седьмого студийного альбома Lover.
Альбом был создан Свифт в условиях самоизоляции во время пандемии COVID-19 с помощью продюсера Аарона Десснера и при участии её давнего партнёра Джека Антоноффа. Это «неожиданный» релиз, ставший альбомом-сюрпризом для фанатов, так как был анонсирован в социальных сетях всего за несколько часов до выхода. В отличие от поп-звучания предыдущих релизов Свифт, Folklore — это инди-фолк, альтернативный рок и электро-фолк, с преобладанием фортепиано и гитар. Музыкальные критики и обозреватели дали положительные отзывы и высокую оценку новому релизу. Свифт «уловила дух времени» с помощью «длинных, приятных, замысловатых песен» из Folklore.
Альбом дебютировал на первом месте в хит-парадах США (где стал седьмым подряд чарттоппером), Австралии, Бельгии, Великобритании, Ирландии, Новой Зеландии и Норвегии.
В США Свифт стала первым в истории музыкантом, у которого в одну неделю на первых местах одновременно дебютировали и альбом (в Billboard 200) и сингл. Трек Cardigan сразу возглавил Billboard Hot 100, став шестым чарттоппером Свифт в США. Все 16 треков с альбома одновременно дебютировали в Billboard Hot 100, с тремя из них в лучшей десятке top-10 (включая «The 1» и «Exile» на 4-м и 6-м местах, соответственно).
К концу 2020 года альбом занял 5 место в рейтинге альбомов 2020 года по мнению журнала Billboard (Billboard 200 Albums — Year-End), 1 место в рейтинге альбомов 2020 по мнению журнала Rolling Stone (The 50 Best Albums of 2020).
На 63-й церемонии «Грэмми» 15 марта 2021 года альбом Folklore был удостоен премии в категории Альбом года. Благодаря чему Свифт стала первой женщиной в истории (и четвёртой в целом после Фрэнка Синатры, Стиви Уандера и Пола Саймона), победившей в этой престижной категории три раза (ранее Альбомом года становились Fearless в 2010 и 1989 в 2016).

## Предыстория и релиз
В изоляции моё воображение разыгралось, и этот альбом — результат, коллекция песен и историй, которые текли как поток сознания. Это было моим способом убежать в фантазию, историю и память.
Альбом был задуман во время пандемии COVID-19. Аарон Десснер из рок-группы The National находился на карантине в самоизоляции вместе со своей семьей, когда Свифт обратилась к нему в конце апреля, чтобы записать несколько песен удаленно вместе. 11 песен были написаны вместе с Десснером в течение следующих нескольких месяцев, в то время как остальные были написаны в соавторстве с Джеком Антоноффом, Уильямом Бауэри и Bon Iver.
Десснер рассказал следующее: «Я думал, что понадобится время, чтобы придумать идеи песен, и у меня не было никаких ожиданий относительно того, что мы могли бы это сделать дистанционно», «Но через несколько часов после обмена музыкой мой телефон загорелся голосовой заметкой от Тейлор с полностью написанной песней». Он также прокомментировал: «В этих песнях чувствуется человечность, тепло и эмоции, которые, я надеюсь, вы полюбите так же сильно, как и я».
Релиз альбома был анонсирован Свифт в её аккаунтах в социальных сетях за несколько часов до выхода. Он выходит спустя 11 месяцев после прошлого седьмого студийного альбома Lover (2019). Для релиза альбома на физических носителях (лазерные компакт-диски и виниловые пластинки) певица приготовила восемь разных вариантов оформления обложек.
Альбом был выпущен для всех цифровых музыкальных платформ в полночь 24 июля 2020 года; восемь делюксовых компакт-дисков и виниловых пластинок ограниченного тиража с различными альтернативными обложками, доступных только в течение первой недели, также были проданы на веб-сайте Свифт. Для каждого из них подобраны разные чёрно-белые фотографии, уникальные для своей версии. И у каждого варианта издания есть своё собственное название: «в деревьях», «в сорняках», «встречай меня за торговым центром», «украденные колыбельные», «Бетти в саду», «прятки», «беги, как вода» и «тайные встречи». Folklore был выпущен в розницу на третьей неделе 7 августа 2020 года вместе с делюксовым изданием «Meet Me Behind the Mall» (стилизовано как meet me behind the mall) стало доступным исключительно в Target. Прежде эксклюзивное делюксовой издание Folklore на физических носителях, включающее бонус-трек «The Lakes», было выпущено для цифровых и потоковых платформ 18 августа 2020 года.

## Музыка и текст
Folklore сочетает такие музыкальные жанры и направления как альтернативный рок, инди-фолк, электро-фолк и чеймбер-поп с элементами электронной музыки, дрим-поп и кантри, лишенный каких-либо поп-песен, отмечающий отход Свифт от поп-звучания её предыдущих релизов.
Альбом состоит из песен в стиле даунтемпо, которые имеют «приземлённый» продакшн в стиле музыки лоу-фай и элегантные мелодии, придающие им более современное звучание, в основном построенные вокруг «почти неоклассических» мягких и звучных фортепиано, гитарных переборов, и рваных футуристических электронных глитч-ритмов.
Folklore состоит из песен, исследующих взгляды, которые расходятся с жизнью Свифт, в том числе рассказы от третьего лица, написанные с точки зрения персонажей, которые переплетаются между треками. Тексты песен в первую очередь отличается задумчивостью, ностальгией, эскапизмом, размышлением и сопереживанием.
По сравнению с большей частью её более старой дискографии, Folklore отражает углубление самосознания Свифт, самоанализ и яркое повествование.
Тексты являются одновременно личными и вымышленными, и временами представляет собой смесь того и другого.. Эмоциональный и повествовательный диапазон Folklore расширяется за счёт смещения акцента с личных историй Свифт на воображаемые персонажи и персонификации .

## Художественное оформление
Фотографии, снятые для альбома фотографом Бет Гаррабрант характеризуются разными оттенками серого и чёрно-белого.
Свифт для своей фотосессии сама делала её собственные прически и макияж. Цифровая обложка изображает Свифт в затуманенном утреннем лесу, стоящей в одиночестве, одетой в длинную двубортную клетчатую куртку поверх белого платья прерий, смотрящей «в благоговении» в лесную даль. На задней стороне обложки она стоит, отвернувшись от камеры, одетая в распущенную джинсовую куртку с подкладкой из фланелевой ткани на спине и белое кружевное платье с двумя свободными плетёными причёсками-пучками, расположенными ниже её затылка, как у куклы Кирстен Ларсон фирмы American Girl.
Обозреватель Refinery29 написал: «Возвращение Свифт в своё истинное я — и в музыкальном, и в стилистическом отношении — в Folklore — это знак времени».
Образ и стиль оформления Folklore сравнивают со стилистикой таких фильмов, как Роковое искушение (2017, триллер режиссёра Софии Копполы), Ведьма (2015, мистический фильм ужасов режиссёра Роберта Эггерса), Солнцестояние (2019, триллер Ари Астера) и Маленькие женщины (2019, драма режиссёра Греты Гервиг).
В 2024 году редакция журнала Rolling Stone присудила обложке пластинки 83-е место в списке 100 лучших обложек альбомов всех времён: «Его поразительная монохроматическая обложка — отход от конфетной обложки „Lover“ и первое сотрудничество Свифт с фотографом Бет Гаррабрант — так же расположена в широком мире: певица в пальто кажется крошечной среди окутанных туманом деревьев и мшистой местности, глядя вверх с задумчивым выражением лица».

## Продвижение
Одновременно с выходом альбома 24 июля 2020 года на канале YouTube вышло официальное музыкальное видео для трека «Cardigan». Его режиссёром стала сама Свифт, а продюсером — Джил Хардин.
Также на Youtube вышли официальные аудио лирик-видео всех 16 песен с нового альбома.

### Синглы
Песня «Cardigan» вышла в качестве лид-сингла альбома Folklore. Для всех треков альбома вышло лирик-видео. 27 июля они появились на радио-станциях, играющих поп- и adult pop-музыку. В тот же день на официальном сайте Свифт по заказам вышли ограниченным тиражом версии в разных форматах: цифровом, CD, виниловом (на пластинках в 7 и 12 дюймов). «Cardigan» дебютировал на первом месте в Billboard Hot 100, став шестым чарттоппером Свифт и вторым дебютом на вершине. Сингл «Exile» стал вторым на радио adult alternative с релизом 3 августа 2020 года. Он достиг шестого места в Hot 100. Трек «Betty» стал третьим синглом и его релиз на радио стиля кантри вышел 17 августа 2020 года. 9 октября песня «The 1» была отправлена на американское радио в качестве четвёртого сингла с альбома.
24 июля 2021 года, в первую годовщину выхода Folklore, была выпущена оркестровая версия песни «The Lakes», про которую Антонофф сказал за четыре дня до этого в интервью Billboard.

## Отзывы
| Совокупная оценка         | Совокупная оценка |
| Источник                  | Оценка            |
| ------------------------- | ----------------- |
| Album of the Year         | 93/100            |
| AnyDecentMusic?           | 8.7/10            |
| Metacritic                | 88/100            |
| Оценки критиков           |                   |
| Источник                  | Оценка            |
| Consequence of Sound      | A-                |
| The Daily Telegraph       | [ 32 ]            |
| Entertainment Weekly      | A                 |
| Gigwise                   | [ 68 ]            |
| The Guardian              | [ 39 ]            |
| i                         | [ 69 ]            |
| The Independent           | [ 70 ]            |
| The Line of Best Fit      | 9/10              |
| musicOMH                  | [ 72 ]            |
| NME                       | [ 1 ]             |
| Rolling Stone             | [ 12 ]            |
| The Sydney Morning Herald | [ 31 ]            |
| The Times                 | [ 73 ]            |

Альбом получил положительные отзывы музыкальной критики и интернет-изданий. Многие комментаторы назвали его лучшим произведением в каталоге Тейлор Свифт. Он получил 88 из 100 баллов на интернет-агрегаторе Metacritic, что указывает на «всеобщее признание»; это высшая оценка, когда-либо полученная дисками Свифт.
Роб Шеффилд из журнала Rolling Stone назвал Folklore «самым лучшим альбомом Свифт на это время» и назвал его «дебютным альбомом совершенно новой Свифт», в котором её «повествовательная сфера» открылась с широким спектром персонажей для семнадцати песен без [проходных элементов]". Шеффилд резюмировал, что Свифт «придумала множество персонажей для того, чтобы сохранить свою компанию» в альбоме, где «вступление в их жизнь раскрывает её глубочайшее остроумие, сострадание и сочувствие».
Марк Сэвидж из BBC заявил, что Folklore — это «инди-альбом Свифт», представляющий собой «богатый пласт меланхолии, идеально сочетающийся со временем».
Высокую оценку дали Крис Уиллман из Variety. Нейл Маккормик из The Daily Telegraph определил Folklore как «изысканную коллекцию из 16 даунтемпо-песен о любви, потере, памяти, мечте, дружбе и нашей неизменной потребности в человеческой связи», которые укрепляют «статус Свифт как серьёзного автора-исполнителя песен».
Описывая альбом как «свежий, дальновидный и, самое главное, честный», Ханна Милреа из NME высказала мнение, что «глянцевая продукция [Свифт], созданная в течение последних пяти лет, отброшена в пользу более простых, мягких мелодий и задумчивой инструментовки», и добавила, что Свифт «создала великолепную, релаксирующую пластинку, наполненную современными фолк-песнями».
Лора Снейпс из The Guardian написала, что «эмоциональная острота Свифт никогда не была более уверенной», чем в Folklore, и обозначила альбом как «наиболее связную запись со времен её кантри-альбомов», а также как «её самую экспериментальную» запись.
Джейсон Липшуц, старший музыкальный директор Billboard, высоко оценил альбом Свифт, сказав, что он демонстрирует «масштаб и глубину её художественного мастерства», «проект, созданный в изоляции, обнаруживает, что Свифт вкладывает каждый дюйм своей нынешней психики среди несовершенной реальности в написание песен. Нам повезло, что она тоже решила поделиться этим с нами». И добавил о песне «Invisible String», что «это одна из самых лучших песен, когда-либо написанных Свифт».
Жизель Нгуен из газеты The Sydney Morning Herald, описала альбом как «проницательный, приглушённый роман, раскрывающий всё больше волшебства при каждом новом прослушивании», и прокомментировала, что «как первый альбом её уже тридцатилетнего возраста, он как раз делает то, что Свифт твердо устанавливает границы, как для себя, так и для своей аудитории — она более зрелая и взвешенная, чем когда-либо». Ройзин О’Коннор из The Independent похвалила нетрадиционность альбома, заявив, что «здесь нет поп-хитов, только изысканная поэзия на фортепиано».

### Итоговые списки
Несколько журналов включили Folklore в число лучших альбомов 2020 года, а такие издания как Time, Billboard и Rolling Stone поместили его на первое место. Его треки, «The 1», «Cardigan», «The Last Great American Dynasty» «Exile», «Mirrorball», «Seven», «August», «This Is Me Trying», «Invisible String» и «Betty» были также названы среди лучших песен 2020 года.
В ноябре 2022 года, уже после выхода Midnights, в ретроспективном обзоре Entertainment Weekly всех 10 студийных альбомов Свифт Folklore занял первое место с комментарием: «Folklore — это взгляд назад через плечо, затуманенный выдохом холодного воздуха — и он остаётся самой лучшей работой Тейлор на сегодняшний день».
Rolling Stone включил альбом в версию 2023 года своего списка «500 величайших альбомов всех времён» на 170-м месте. В январе 2025 года альбом занял 5-е место в списке The 250 Greatest Albums of the 21st Century So Far.
| Критик/Публикация    | Список                                          | Ранг | Ссылка  |
| -------------------- | ----------------------------------------------- | ---- | ------- |
| AllMusic             | Best of 2020                                    | N/A  | [ 89 ]  |
| American Songwriter  | Our Top Albums of the Year                      | N/A  | [ 90 ]  |
| Associated Press     | Top Albums of 2020                              | 8    | [ 91 ]  |
| The A. V. Club       | The 20 Best Albums of 2020                      | 6    | [ 92 ]  |
| BBC                  | The Best Albums and Songs of 2020               | N/A  | [ 93 ]  |
| Billboard            | Top 50 Best Albums of 2020                      | 1    | [ 76 ]  |
| Billboard            | The 25 Best Pop Albums of 2020                  | N/A  | [ 94 ]  |
| Clash                | Clash Albums of the Year 2020                   | 13   | [ 95 ]  |
| Complex              | The Best Albums of 2020                         | 13   | [ 96 ]  |
| Consequence of Sound | Top 50 Albums of 2020                           | 27   | [ 97 ]  |
| DIY                  | DIY’s Albums of 2020                            | 7    | [ 98 ]  |
| Dork                 | Albums of the Year 2020                         | 8    | [ 99 ]  |
| The Economist        | The Best Albums of 2020                         | N/A  | [ 100 ] |
| Entertainment Weekly | The 15 Best Albums of 2020                      | 5    | [ 101 ] |
| Exclaim!             | 50 Best Albums of 2020                          | 22   | [ 102 ] |
| Gaffa                | The 20 Best Foreign Albums of 2020              | 10   | [ 103 ] |
| Gigwise              | The Gigwise 51 Best Albums of 2020              | 3    | [ 104 ] |
| The Guardian         | The Best Albums of 2020                         | 9    | [ 105 ] |
| HUMO                 | These are Humo’s 20 best records of 2020!       | 11   | [ 106 ] |
| Insider              | The 20 Best Albums of 2020, Ranked              | 1    | [ 107 ] |
| The Line of Best Fit | The Best Albums of 2020 Ranked                  | 32   | [ 108 ] |
| Los Angeles Times    | The 10 Best Albums of 2020                      | 1    | [ 109 ] |
| Mojo                 | The 75 Best Albums of 2020                      | 31   | [ 110 ] |
| NBHAP                | 50 Best Albums Of 2020                          | 23   | [ 111 ] |
| NME                  | The 50 Best Albums Of 2020                      | 2    | [ 112 ] |
| NPR                  | Lindsey McKenna’s Top 10 Albums of 2020         | 3    | [ 113 ] |
| NPR                  | Stephen Thomas’s Top 10 Albums of 2020          | 6    | [ 113 ] |
| The New York Times   | Jon Pareles' Best Albums of 2020                | 4    | [ 114 ] |
| The New York Times   | Lindsay Zoladz’s Best Albums of 2020            | 11   | [ 114 ] |
| The New Yorker       | Sheldon Pearce’s Thirty Favorite Albums of 2020 | N/A  | [ 115 ] |
| OOR                  | End List 2020                                   | 18   | [ 116 ] |
| Our Culture          | The 50 Best Albums of 2020                      | 4    | [ 117 ] |
| People               | The Top 10 Albums of 2020                       | 2    | [ 118 ] |
| Pitchfork            | The 50 Best Albums of 2020                      | 29   | [ 41 ]  |
| The Plain Dealer     | Best Albums of 2020                             | 5    | [ 119 ] |
| PopBuzz              | The 20 Best Albums of 2020                      | 2    | [ 120 ] |
| PopMatters           | The 60 Best Albums of 2020                      | 17   | [ 40 ]  |
| PopMatters           | The 25 Best Americana Albums of 2020            | 10   | [ 121 ] |
| RNZ                  | Best Of 2020: RNZ Music’s Top 20 Albums         | 20   | [ 122 ] |
| Rolling Stone        | The 50 Best Albums of 2020                      | 1    | [ 77 ]  |
| Rolling Stone        | Rob Sheffield's Top 20 Albums of 2020           | 1    | [ 123 ] |
| Scoop                | Best Music Of 2020                              | N/A  | [ 124 ] |
| Shondaland           | Best Music of 2020                              | N/A  | [ 125 ] |
| Slant                | The 50 Best Albums of 2020                      | 4    | [ 126 ] |
| Slate                | The Best Albums of 2020                         | 11   | [ 127 ] |
| Sonic                | 2020’s Best Albums                              | 17   | [ 128 ] |
| Stereogum            | The 50 Best Albums Of 2020                      | 5    | [ 129 ] |
| Time                 | The 10 Best Albums of 2020                      | 1    | [ 75 ]  |
| Time Out             | The 15 Best Albums of 2020                      | N/A  | [ 130 ] |
| Uproxx               | The Best Albums and Songs of 2020               | 1    | [ 131 ] |
| Uproxx               | The Best Pop Albums Of 2020                     | 1    | [ 132 ] |
| USA Today            | The 10 Best Albums of 2020                      | 1    | [ 133 ] |
| Variety              | Chris Willman’s Best Albums of 2020             | 1    | [ 134 ] |
| Variety              | Andrew Barker’s Best Albums of 2020             | 4    | [ 134 ] |
| Vice                 | The 100 Best Albums of 2020                     | 97   | [ 135 ] |
| Vogue                | The 20 Best Albums of 2020                      | 2    | [ 136 ] |
| Vulture              | The Best Albums of 2020                         | N/A  | [ 137 ] |
| What Hi-Fi?          | 20 of the Best Albums of 2020                   | N/A  | [ 138 ] |

## Награды и номинации
Свифт номинирована на бразильскую премию BreakTudo Awards 2020, в категории International Female Artist, а её альбом Folkloreноминирован в категории Album of the Year. Свифт получила две номинации на 46th People's Choice Awards— Альбом года для Folklore, и Певица года (2020).
На 63-й церемонии «Грэмми» альбом Folklore и его треки получили пять номинаций в категориях, в том числе в категориях Альбом года и Лучший вокальный поп-альбом, что стало 4-й её номинацией в обеих категориях. Лид-сингл «Cardigan» получил две номинации в категориях Песня года и Лучшее сольное поп-исполнение, в то время как сингл «Exile» был номинирован в категории Лучшее поп-исполнение дуэтом или группой.
В итоге Свифт в третий раз победила в категории Альбом года, что стало рекордом для женщин, а сама певица стала лишь четвёртым музыкантом в истории с таким показателем. Ранее Свифт побеждала в 2010 (Fearless) и 2016 (1989), а до неё трижды победителями в этой престижной категории были Фрэнк Синатра, Стиви Уандер и Пол Саймон.
| Год  | Организация                  | Награда                                                                     | Результат | Ссылка          |
| ---- | ---------------------------- | --------------------------------------------------------------------------- | --------- | --------------- |
| 2020 | Guinness World Records       | Наибольшее число стрим-потоков с альбома за сутки на Spotify (среди женщин) | Победа    | [ 143 ]         |
| 2020 | BreakTudo Awards             | Альбом года                                                                 | Номинация | [ 139 ]         |
| 2020 | People's Choice Awards       | Альбом года                                                                 | Номинация | [ 141 ]         |
| 2020 | ARIA Music Awards (2020)     | Лучший международный артист (Folklore)                                      | Номинация | [ 144 ]         |
| 2020 | Bravo Otto                   | Альбом года                                                                 | Номинация | [ 145 ]         |
| 2020 | American Music Awards (2020) | Лучший поп-рок альбом                                                       | Номинация | [ 146 ]         |
| 2020 | Danish Music Awards          | Международный альбом года                                                   | Победа    | [ 147 ] [ 148 ] |
| 2020 | Apple Music Awards           | Автор песен года (Folklore)                                                 | Победа    | [ 149 ]         |
| 2020 | NetEase Annual Music Awards  | Лучший западный альбом                                                      | Победа    | [ 150 ]         |
| 2020 | NetEase Annual Music Awards  | Лучший фолк-альбом                                                          | Победа    | [ 150 ]         |
| 2021 | Gaffa Awards                 | Лучший иностранный альбом                                                   | Номинация | [ 151 ]         |
| 2021 | Gold Derby Music Awards      | Альбом года                                                                 | Победа    | [ 152 ] [ 153 ] |
| 2021 | Grammy Awards                | Альбом года                                                                 | Победа    | [ 142 ]         |
| 2021 | Grammy Awards                | Лучший вокальный поп-альбом                                                 | Номинация | [ 142 ]         |
| 2021 | Japan Gold Disc Awards       | Лучшие 3 западных альбома                                                   | Победа    | [ 154 ]         |
| 2021 | Juno Awards, 2021            | Международный альбом года                                                   | Номинация | [ 155 ]         |
| 2021 | IHeartRadio Music Awards     | Поп-альбом года                                                             | Победа    | [ 156 ]         |
| 2021 | Billboard Music Awards       | Лучший альбом Billboard 200                                                 | Номинация | [ 157 ]         |
| 2022 | TEC Awards                   | Выдающееся творческое достижение — звукозапись альбома                      | Номинация | [ 158 ] [ 159 ] |

## Коммерческий успех

### США
Альбом Folklore набрал более 72 млн стрим-потоков On-demand за первый день в США и не только обошёл показания прошлого диска Свифт (44,3 млн у Lover в 2019 году), но и побил женский рекорд, ранее принадлежавший альбому Thank U, Next (55,9 млн стрим-потоков).
Все 16 треков с Folklore заняли все верхние 16 строчек чарта US Spotify. Трек «The 1» на первом месте с 4,175 млн потоков побил женский рекорд США в истории этой платформы. В глобальном чарте Spotify треки заняли 8 из 10 позиций top-10, включая «Cardigan» на первом месте с показателем 7,742 млн стрим-потоков — лучший показатель для песен в 2020 году.
Треки с альбома заняли все верхние пять строчек американской чарта Apple Music и восемь в глобальном.
За первые три дня в США было реализовано более 500 тыс. альбомных эквивалентных единиц, что стало лучшим показателем текущего года, опередив прошлого лидера (у Legends Never Die было 497 тыс. единиц). А последний раз с более чем полумиллионным числом продаж был прошлый альбом Свифт: её Lover 7 сентября 2019 года занял первое место в Billboard 200 с тиражом 867 тыс. единиц. Тем самым, она увеличила принадлежащий ей же рекорд по наибольшему числу альбомов, дебютировавших с тиражом более 500 тыс. в США. Каждый из её предыдущих студийных дисков, кроме дебютного Taylor Swift (2006), дебютировал с более, чем полумиллионным тиражом.
Folklore дебютировал на первом месте в американском хит-параде Billboard 200 с тиражом 846 тыс. альбомных эквивалентных единиц, включая 615 тыс. копий альбома и 289,85 млн on-demand-стрим-потоков, что дало Свифт её седьмой подряд чарттоппер в США. Это крупнейшая неделя по продажам для любого альбома после Lover в 2019 году, и ставит её на третье место в истории вместе с Джанет Джексон по числу альбомов среди женщин, достигших вершины чарта, позади Барбры Стрейзанд (11) и Мадонны (9). Свифт стала первой женщиной с семью дебютами на № 1, опередив Бейонсе, Леди Гагу, Мадонну и Бритни Спирс (у всех по шесть), и первым музыкантом в целом в истории Nielsen/MRC с семью альбомами, тираж каждого из которых был более 500 тыс. в неделю, опередив Эминема. Folklore показал крупнейшую стриминговую неделю 2020 года среди женщин и стал самым продаваемым диском года, опередив показатель в 574 тыс. проданных копий альбома Map of the Soul: 7 корейской группы BTS. Став для Свифт первым появлением в альтернативном рок-чарте Billboard Alternative Albums, Folklore дебютировал сразу на первом месте, сделав там крупнейший дебют в истории.
Во вторую неделю релиза Folklore собрал 135 тыс. единиц (снижение на 84 % от показателей прошлой недели) и оставался вторую неделю подряд на первом месте Billboard 200. Это лучший показатель для женщин в 2020 году. Во вторую неделю Folklore получил 102 тыс. стриминговых единиц SEA (снижение на 53 %), 30 тыс. продаж альбома (минус 95 %) и 4 тыс. трековых единиц TEA (минус 81 %).
Свифт первая женщина после Барбры Стрейзанд, имеющая шесть альбомов, каждый из которых пробыл несколько недель на первом месте. В третью неделю релиза Folklore собрал ещё 136 тыс. единиц и оставался третью неделю подряд на первом месте Billboard 200. Это лучший показатель для женщин за два года, после её же диска Reputation.
После трёх недель тираж Folklore превысил 1 млн единиц в США и он стал самым быстро продаваемым диском 2020 года.
В четвёртую неделю альбом собрал ещё 101 тыс. единиц и стал первым женским диском, проведшим первые четыре недели на вершине чарта Billboard 200 впервые после Adele's 25 (2015). В результате Свифт стала четвёртым в истории музыкантом с шестью альбомами-чарттопперми, проведшими по четыре недели на первом месте каждый после The Beatles, Garth Brooks и The Rolling Stones, и первым в XXI веке.
5 сентября 2020 года альбом Folklore продолжил лидировать пятую неделю подряд, добавив 98 тыс. единиц к общему тиражу, включая 52 тыс. копий продаж альбома (+14 %), 45 тыс. SEA-единиц (-16 %) и 1 тыс. TEA-единиц (-60 %). Успеху способствовало то, что в последние две недели (20, 23 и 26 августа) вышли три тематические сборки альбома, где песни были разделены на определённым темам на главы («chapters»).
12 сентября 2020 года альбом Folklore Тейлор Свифт продолжил лидировать шестую неделю подряд, добавив 90 тыс. единиц к общему тиражу, включая 51 тыс. копий продаж альбома (-1 %), 38 тыс. SEA-единиц (-15 %) и 1 тыс. TEA-единиц (-14 %). Шесть недель это наибольшее число недель на вершине после альбома Views рэпера Дрейка, лидировавшего (не подряд) 13 недель на № 1 в 2016 году (включая 9 недель подряд). Кроме того, Свифт стала второй после The Beatles исполнителем, у которых пять альбомов лидировали по 6 и более недель.
3 октября 2020 года спустя две недели альбом Folklore Тейлор Свифт вернулся на первое место, добавив 87 тыс. единиц к общему тиражу, включая 56 тыс. копий продаж альбома (+339 %), 30 тыс. SEA-единиц (-4 %) и 1 тыс. TEA-единиц (+38 %). Этот успех связывают с живым исполнением песни «Betty» на церемонии награждения Academy of Country Music Awards, прошедшей 16 сентября (и выхода 18 сентября сингла в новой концертной версии), а также с продвижением Folklore на стриминговых сервисах, где 21 сентября вышла очередная 4-я тематическая «глава» песен из альбома («The Yeah I Showed Up at Your Party Chapter», как она это делала и в предыдущие недели). В сумме это 47-я рекордная неделя нахождения альбомов Свифт на первом месте и лучший в истории показатель среди женщин (на втором месте Уитни Хьюстон, 46 недель № 1) и пятое место среди всех исполнителей после The Beatles (19 их альбомов пробыли в сумме 132 недели на № 1), Элвис Пресли (67), Гарт Брукс (52), Майкл Джексон (51). У Свифт было семь альбомов-чарттоперров (в сумме они 47 недель пробыли на № 1), а у Хьюстон четыре (46): Whitney Houston (14 недель на № 1, 1986), Whitney (11 в 1987), саундтрек The Bodyguard (20 в 1992-93) и I Look to You (1 в 2009). На втором месте с 34 неделями лидерства идёт Адель: 21 (24 в 2011-12) и 25 (10 в 2015-16).
В свою 13-ю неделю релиза Folklore поднялся с 10-го на первое место с тиражом 77 тыс. единиц достигнув показателя в 1 млн копий альбомных продаж в США. Это первый диск года и девятый в карьере Свифт с тиражом более 1 млн копий после прошлых семи студийных и ещё одного рождественского диска Свифт (The Taylor Swift Holiday Collection, 2007).
Среди её достижений: Taylor Swift (2006 год и 5,75 млн копий), The Taylor Swift Holiday Collection (2007, 1,08 млн), Fearless (2008; 7,21 млн), Speak Now (2010, 4,71 млн), Red (2012, 4,49 млн), 1989 (2014, 6,25 млн), Reputation (2017, 2,28 млн), Lover (2019, 1,22 млн) и Folklore (2020, 1,04 млн).
На 53-й неделе релиза, 1 августа 2021 года, альбом вернулся в топ-10 чарта Billboard 200 (сразу с № 56 на № 9) благодаря широкому изданию 22 июня виниловой версии, которая ранее была доступна только на сайте Свифт и в магазинах Target.
Все шестнадцать треков с Folklore дебютировали одновременно в чарте Billboard Hot 100, с тремя в top-10, пятью в top-20 и десятью в top-40, установив несколько рекордов. «Cardigan» дебютировал на вершине синглового чарта и стал шестым чарттоппером Свифт в США и вторым дебютом на первом месте после «Shake It Off» (2014); «The 1» дебютировал на четвёртом месте, а «Exile» — на шестой позиции. Свифт стала первым в истории музыкантом, дебютировавшим одновременно в одну неделю в двух основных хит-парадах США на № 1: в альбомном Billboard 200 и сингловом Hot 100. Она также стала первой женщиной с двумя песнями одновременно дебютировавшими в лучшей пятёрке чарта и первым музыкантом в истории с тремя одновременными дебютами в top-10. Это увеличило общее число хитов Свифт в top-10 до 28 и увеличило женский рекорд по числу дебютов в десятке лучших до 18. Folklore стал для Свифт вторым подряд альбомом, все песни с которого одновременно дебютировали в Hot 100, вслед за Lover. Эти шестнадцать дебютов увеличило число хитов Свифт в лучшей сотне Hot 100 с 97 до 113, что позволило ей обойти рекорд Ники Минаж среди женщин и стать десятым музыкантом с более чем сотней хитов в Hot 100 (и четвёртым среди всех с учётом мужчин и групп). Эти шестнадцать треков помогли Свифт побить женский рекорд по числу одновременных дебютов в стриминговом чарте Billboard Streaming Songs ранее принадлежавший Карди Би. Кроме того, одиннадцать песен с Folklore дебютировали в рок-чарте Billboard Hot Rock & Alternative Songs, восемь из которых сразу в десятке top-10 (с «Cardigan» на первом месте), побив прошлый рекорд из семи треков, принадлежавший группам Linkin Park (2017), Tool (2019) и Tame Impala (2020).
В итоговых списках Billboard Year-End 2020, Свифт названа на первом месте среди женщин (и девятой среди всех исполнителей), что произошло в пятый раз. Она также единственная среди женщин в десятке лучших альбомов top-10 итогового списка Billboard 200, где Folklore находится на 5-м месте. Свифт или её альбом Folklore заняли первое место в итоговых годовых чартах Top Album Sales, Top Album Sales Artists, Tastemaker Albums, Top Current Album Sales, Alternative Albums, Hot Rock & Alternative Songs Artists, и Billboard 200 Female Artists. Песня «Cardigan» заняла 6-е место в рок-чарте Hot Rock & Alternative Songs, в него попали и другие 10 треков с альбома Folklore — наибольший показатель среди всех музыкантов или альбомов.
К январю 2021 года Folklore имел тираж 2,3 млн единиц, включая 1,276 млн копий чистых продаж. Благодаря этому альбому Свифт стала первым музыкантом, имеющим бестселлеры календарного года 5 раз, вслед за Fearless (2009), 1989 (2014), Reputation (2017) и Lover (2019). Folklore стал восьмым альбомом-бестселлером 2021 года с тиражом 304 тыс. копий продаж.

### Другие страны
В Великобритании альбом дебютировал на первом месте в национальном хит-параде UK Albums Chart с тиражом 37 тыс. копий. Свифт стала пятой женщиной с пятью или более чарттопперами в Соединённом Королевстве в компании вместе с Мадонной (12), Кайли Миноуг (7), Барброй Стрейзанд (6) и Селин Дион (5). Предыдущие альбомы № 1 Тейлор в Великобритании — это Red (2012), 1989 (2014), Reputation (2017) и Lover (2019). Треки «Cardigan», «Exile» и «The 1» дебютировали на шестом, восьмом и десятом местах в чарте синглов UK Singles Chart (в сумме у Свифт теперь 16 хитов в Top-10), а Свифт стал первой женщиной в истории сразу с тремя дебютами в десятке лучших одновременно, и одной из шести исполнительниц с тремя одновременно, но не дебютами; среди других певицы Вера Линн (1952), Руби Мюррей (1955), Рианна (2010), Ариана Гранде (2019) и Дуа Липа (2020).
Во вторую неделю релиза Folklore сохранил за собой первое место, став первым диском Свифт, продержавшимся на вершине более одной недели.
Folklore также дебютировал на первом месте в Ирландии, а Свифт стала первой женщиной с пятью сольными альбомами этой стране в XXI веке. Треки «Exile», «Cardigan» и «The 1» дебютировали на третьем, четвёртом и седьмом местах в чарте синглов Irish Singles Chart, соответственно, доведя общее число синглов Свифт в Top-10 до пятнадцати.
В Канаде Folklore дебютировал на первом месте в Canadian Albums Chart, став там седьмым лидером чарта в карьере певицы. Все шестнадцать треков с альбома дебютировали одновременно в Canadian Hot 100, с «Cardigan», «Exile» и «The 1» в лучшей десятке.
В Австралии Folklore дебютировал на первом месте в ARIA Albums Chart. Он стал шестым чарттоппером Свифт в этой стране, что больше соответствующих показателей любого другого музыканта за все годы между 2010 и 2020. Более того, каждый из 16 треков альбом попали в top-50 чарта ARIA Singles Chart, побив рекорд за все времена по одновременному максимальному числу дебютов в одну неделю, с «Cardigan» на первом месте (шестой австралийский чарттоппер Свифт). Кроме того, треки «Exile», «The 1», «The Last Great American Dynasty» и «My Tears Ricochet» вошли в лучшую десятку top-10, сделав Folklore первым альбомом Свифт после 1989 (2014) с пятью синглами в top-10 Австралии, а сама Свифт стала первым музыкантом с наибольшим числом синглов в десятке в 2020 году. Во вторую неделю релиза Folklore сохранил первое место, став для Свифт самым долго находящимся на вершине чарта диском после Reputation.
В Новой Зеландии Folklore стартовал с первого места. «Cardigan», «Exile» и «The 1» вошли top-10 чарта New Zealand Singles Chart, а «The Last Great American Dynasty» на 13-е место.

### В мире
Folklore побил несколько рекордов музыкальных стриминговых сервисов.
С показателем более 80,6 млн стрим-потоков на платформе Spotify в первый день релиза, альбом Folklore побил соответствующий рекорд рекорд Гиннесса для женщин, установленный ранее диском Thank U, Next певицы Арианы Гранде (и стал вторым с учётом мужчин после Scorpion рэпера Дрейка), и стал лучшим стриминговым дебютом 2020 года, опередив Legends Never Die рэпера Juice Wrld.
В глобальном чарте Spotify треки заняли 8 из 10 позиций top-100, включая «Cardigan» на первом месте с показателем 7,742 млн стрим-потоков — лучший показатель для песен в 2020 году.
Альбом за первые 24 часа набрал на Apple Music 35,47 млн стрим-потоков, больше любого другого поп-альбома, а также поставил американский и общемировой рекорды на платформе Amazon Music для инди/альтернативных релизов. Лейбл Republic Records сообщил, что Folklore за первый день набрал показатель в 1,3 млн копий в мире и более 2 млн копий в первую неделю.
Хью Макинтайр из журнала Forbes отметил, что Folklore, похоже, «превзошёл» своего предшественника Lover в первую же неделю, несмотря на то, что у него не было ни одного сингла, выпущенного заранее; несколько треков из Folklore собрали больше потокового контента, чем любой из «сильно раскрученных» и разрекламмированных заранее синглов из Lover.
Критик Том Халл написал, что «Судя по количеству загрузок и восторженным отзывам», Свифт «уловила дух времени» с помощью «длинных, приятных, замысловатых песен» из Folklore.

## Влияние и наследие
Выпуск Folklore Свифт вызвал внезапный и широкий интерес к термину «фольклор» в Интернете. В ответ на это основное внимание Американское фольклорное общество запустило проект «Что такое фольклор?» (веб-сайт «What is Folklore?») и участвовало в онлайн-кампании по ознакомлению всех с фольклористикой. Фольклористы были наняты для популяризации академической сферы среди широкой публики через социальные сети.
Фольклор был контекстуализирован как локдаун-проект сразу после релиза и заработал репутацию архетипического карантинного альбома. The Guardian полагает, что Folklore был передышкой от хаотических событий времени. The Daily Telegraph назвала его «изысканным, чутким триумфом изоляции». NME написала, что альбом запомнится как «наиболее образный альбом изоляции» («the quintessential lockdown album»), который «казался идеальным аккомпанементом для странного одиночества» 2020 года.
Insider заявил, что Folklore будет известен как «единственный настоящий шедевр локдауна». Rolling Stone заметил, что альбом может войти в историю как «безусловный карантинный альбом» для обеспечения комфорта и катарсиса «именно тогда, когда нам это нужно больше всего». Billboard провозгласил, что Folklore будет лелеяться как один из самых влиятельных альбомов Свифт за преодоление беспрецедентных времён и освобождение слушателей от социально отдалённой монотонной жизни. Uproxx отметил, как Folklore изменил тон музыки в 2020 году, и его влияние на культурный ландшафт года «невозможно измерить».
Clash приписал Свифт смягчение трагического начала 2020-х, используя «зимний альбом, выпущенный прямо посреди лета», который побуждал слушателей к самоанализу. В списке наград за самые креативные работы, повлиявшие на карантин, Vulture назвал Folklore «Best Breakdown in Musical Form» за обращение к одиночеству и связанным с ним мыслям.
Vogue назвал альбом одним из лучших моментов культуры локдауна. The Week назвал это «первым великим искусством пандемии», установившим «высокую планку» для будущих проектов, вдохновленных пандемией. Financial Times назвала его «первым великим альбомом локдауна», в то время как Hot Press назвала его «первым великим альбомом эпохи локдауна». Судя по известности и коммерческому успеху, критик Том Халл пришел к выводу, что Свифт «уловила дух времени» с помощью Folklore.. Billboard назвал Folklore и Evermore лучшими образцами новаторских альбомов артистов, изменивших свой творческий процесс во время пандемии. Yahoo! написала, что Свифт стала голосом 2020 года, коснувшись «сути культурного кризиса» альбомами, олицетворяющими историческую пандемию, и размышлял о том, «сможем ли мы слушать Folklore и Evermore без напоминаний о 2020 году».
Folklore стал самым популярным альбомом 2020 года по данным сайта Genius, а Свифт — исполнителем, которого чаще всего искали в Интернете. Она стала самым высокооплачиваемым сольным музыкантом в мире в 2020 году и самым высокооплачиваемым в США.

### В поп-культуре
В январе 2021 года Хейли Уильямс из группы Paramore выпустила свой второй студийный альбом Flowers for Vases / Descansos, который она назвала своим Folklore. Фиби Бриджерс предположила, что её следующий альбом может быть вдохновлен этим альбомом. Критики отметили влияние Folklore в дебютном сингле Оливии Родриго «Drivers License». Испанская певица и автор песен Захара выпустила песню под названием «Taylor» в честь Свифт и выразила благодарность Folklore за то, что он побудила её снова сочинять музыку после месяцев изоляции.
Хорватская певица Миа Димшич назвала Folklore своим вдохновением для «Guilty Pleasure», своей песни представляющей Хорватию на Евровидении-2022. Американская автор-исполнительница Кристина Перри назвала альбомы Folklore и Evermore пластинками, которые побудили её создавать меланхоличную музыку, которую она хотела, не навязывая радостных тем. Японская и британская певица и автор песен Рина Саваяма назвала поэтические и вымышленные черты Folklore источником вдохновения для своего предстоящего второго студийного альбома Hold the Girl (2022). Автор американского стримингового телесериала Бриджертоны Эбби Макдональд заявила, что трек «Illicit Affairs» вдохновил её на написание эпизода «An Unthinkable Fate» второго сезона сериала.
Американская певица и актриса Майя Хоук вдохновилась композициями Folklore для своего второго студийного альбома Moss (2022). После выхода Folklore такие артистки, как Хоук, Грейси Эйбрамс и Girl in Red, решили сотрудничать с Десснером и записывать песни в его студии Long Pond Studio.

## Список композиций
По данным Pitchfork.
| №                   | Название                          | Автор(ы)                           | Продюсеры              | Длительность |
| ------------------- | --------------------------------- | ---------------------------------- | ---------------------- | ------------ |
| 1.                  | «The 1»                           | Тейлор Свифт Аарон Десснер         | Десснер                | 3:30         |
| 2.                  | «Cardigan»                        | Свифт Десснер                      | Десснер                | 3:59         |
| 3.                  | «The Last Great American Dynasty» | Свифт Десснер                      | Десснер                | 3:51         |
| 4.                  | «Exile» (при участии Bon Iver)    | Свифт Джастин Вернон Уильям Бауэри | Десснер                | 4:45         |
| 5.                  | «My Tears Ricochet»               | Свифт                              | Свифт Джек Антонофф    | 4:15         |
| 6.                  | «Mirrorball»                      | Свифт Антонофф                     | Свифт Антонофф         | 3:29         |
| 7.                  | «Seven»                           | Свифт Десснер                      | Десснер                | 3:28         |
| 8.                  | «August»                          | Свифт Антонофф                     | Свифт Антонофф         | 4:21         |
| 9.                  | «This Is Me Trying»               | Свифт Антонофф                     | Свифт Антонофф         | 3:15         |
| 10.                 | «Illicit Affairs»                 | Свифт Антонофф                     | Свифт Антонофф         | 3:10         |
| 11.                 | «Invisible String»                | Свифт Десснер                      | Десснер                | 4:12         |
| 12.                 | «Mad Woman»                       | Свифт Десснер                      | Десснер                | 3:57         |
| 13.                 | «Epiphany»                        | Свифт Десснер                      | Десснер                | 4:49         |
| 14.                 | «Betty»                           | Свифт Бовери                       | Свифт Десснер Антонофф | 4:54         |
| 15.                 | «Peace»                           | Свифт Десснер                      | Десснер                | 3:54         |
| 16.                 | «Hoax»                            | Свифт Десснер                      | Десснер                | 3:40         |
| Общая длительность: | Общая длительность:               | Общая длительность:                | Общая длительность:    | 63:29        |

| №                   | Название            | Автор(ы)            | Продюсеры           | Длительность |
| ------------------- | ------------------- | ------------------- | ------------------- | ------------ |
| 17.                 | «The Lakes»         | Свифт Антонофф      | Антонофф Свифт      | 3:32         |
| Общая длительность: | Общая длительность: | Общая длительность: | Общая длительность: | 67:01        |

| №   | Название                                        | Режиссёр     | Длительность |
| --- | ----------------------------------------------- | ------------ | ------------ |
| 1.  | «Cardigan» (музыкальное видео)                  | Тейлор Свифт |              |
| 2.  | «The 1» (лирик-видео)                           |              |              |
| 3.  | «Cardigan» (лирик-видео)                        |              |              |
| 4.  | «The Last Great American Dynasty» (лирик-видео) |              |              |
| 5.  | «Exile (при участии Bon Iver)» (лирик-видео)    |              |              |
| 6.  | «My Tears Ricochet» (лирик-видео)               |              |              |
| 7.  | «Mirrorball» (лирик-видео)                      |              |              |
| 8.  | «Seven» (лирик-видео)                           |              |              |
| 9.  | «August» (лирик-видео)                          |              |              |
| 10. | «This Is Me Trying» (лирик-видео)               |              |              |
| 11. | «Illicit Affairs» (лирик-видео)                 |              |              |
| 12. | «Invisible String» (лирик-видео)                |              |              |
| 13. | «Mad Woman» (лирик-видео)                       |              |              |
| 14. | «Epiphany» (лирик-видео)                        |              |              |
| 15. | «Betty» (лирик-видео)                           |              |              |
| 16. | «Peace» (лирик-видео)                           |              |              |
| 17. | «Hoax» (лирик-видео)                            |              |              |

### Компиляции

#### The Escapism Chapter
| №                   | Название                       | Автор(ы)            | Продюсеры           | Длительность |
| ------------------- | ------------------------------ | ------------------- | ------------------- | ------------ |
| 1.                  | «The Lakes»                    | Свифт Антонофф      | Антонофф Свифт      | 3:32         |
| 2.                  | «Seven»                        | Свифт Десснер       | Десснер             | 3:28         |
| 3.                  | «Epiphany»                     | Свифт Десснер       | Десснер             | 4:49         |
| 4.                  | «Cardigan»                     | Свифт Десснер       | Десснер             | 3:59         |
| 5.                  | «Mirrorball»                   | Свифт Антонофф      | Антонофф Свифт      | 3:29         |
| 6.                  | «Exile» (при участии Bon Iver) | Свифт Бовери Вернон | Десснер             | 4:45         |
| Общая длительность: | Общая длительность:            | Общая длительность: | Общая длительность: | 24:02        |

#### The Sleepless Nights Chapter
| №                   | Название                       | Автор(ы)            | Продюсеры           | Длительность |
| ------------------- | ------------------------------ | ------------------- | ------------------- | ------------ |
| 1.                  | «Exile» (при участии Bon Iver) | Свифт Бовери Вернон | Десснер             | 4:45         |
| 2.                  | «Hoax»                         | Свифт Десснер       | Десснер             | 3:40         |
| 3.                  | «My Tears Ricochet»            | Свифт               | Антонофф Свифт      | 4:15         |
| 4.                  | «Illicit Affairs»              | Свифт Антонофф      | Антонофф Свифт      | 3:10         |
| 5.                  | «This Is Me Trying»            | Свифт Антонофф      | Антонофф Свифт      | 3:15         |
| 6.                  | «Mad Woman»                    | Свифт Десснер       | Десснер             | 3:57         |
| Общая длительность: | Общая длительность:            | Общая длительность: | Общая длительность: | 23:02        |

#### The Saltbox House Chapter
| №                   | Название                          | Автор(ы)            | Продюсеры              | Длительность |
| ------------------- | --------------------------------- | ------------------- | ---------------------- | ------------ |
| 1.                  | «The Last Great American Dynasty» | Свифт Десснер       | Десснер                | 3:50         |
| 2.                  | «August»                          | Свифт Антонофф      | Антонофф Свифт         | 4:21         |
| 3.                  | «The 1»                           | Свифт Десснер       | Десснер                | 3:30         |
| 4.                  | «Seven»                           | Свифт Десснер       | Десснер                | 3:28         |
| 5.                  | «Peace»                           | Свифт Десснер       | Десснер                | 3:54         |
| 6.                  | «Betty»                           | Свифт Бовери        | Десснер Антонофф Свифт | 4:54         |
| Общая длительность: | Общая длительность:               | Общая длительность: | Общая длительность:    | 23:57        |

#### The Yeah I Showed Up at Your Party Chapter
| №                   | Название                                                                    | Автор(ы)            | Продюсеры           | Длительность |
| ------------------- | --------------------------------------------------------------------------- | ------------------- | ------------------- | ------------ |
| 1.                  | «Betty» (Живое исполнение с церемонии 2020 Academy of Country Music Awards) | Свифт Бовер         | Swift               | 5:12         |
| 2.                  | «The 1»                                                                     | Свифт Десснер       | Dessner             | 3:30         |
| 3.                  | «Mirrorball»                                                                | Свифт Антонофф      | Свифт Антонофф      | 3:29         |
| 4.                  | «The Last Great American Dynasty»                                           | Свифт Десснер       | Dessner             | 3:50         |
| 5.                  | «Invisible String»                                                          | Свифт Десснер       | Dessner             | 4:12         |
| 6.                  | «Cardigan»                                                                  | Свифт Десснер       | Dessner             | 3:59         |
| Общая длительность: | Общая длительность:                                                         | Общая длительность: | Общая длительность: | 24:14        |

### Замечание
- Названия треков стилизованы под строчные буквы.

## Участники записи и студии
По данным Pitchfork.

### Персонал
| Музыканты - Тейлор Свифт — лид-вокал - Аарон Десснер — фортепиано (1-4, 7, 11-16), акустическая гитара (1, 7, 11, 12, 16), электрогитара (1-4, 11-14, 16), программирование ударных (1-4, 7, 11, 12), меллотрон (1, 2, 11, 13, 15), синтезатор OP-1 (1, 4, 16), синтибас (1, 16), перкуссия (2-4, 7, 11, 12, 14), бас-гитара (2, 3, 7, 11, 12, 14, 15), синтезатор (2-4, 7, 11-13, 15), запись в поле (15), слайд-гитара (3), клавишные (3) - Брайс Десснер — оркестровка (1-4, 7, 11-13) - Томас Бартлетт — синтезатор (1), OP-1 (1) - Джейсон Треутинг — перкуссия (1) - Юки Нумата Резник — альт (1, 2, 7, 11, 12), скрипка (1, 2, 7, 11, 12) - Бенджамин Ланц — синтезатор (2) - Дейв Нельсон — тромбон (2, 13) - Джеймс Макалистер — программирование ударных (2, 11), бит-программирование (12), синтезатор (12), ручная перкуссия (12), ударные (12) - Кларис Йенсен — виолончель (2, 7, 11-13) - Роб Муз — оркестровка (3, 16), скрипка (3, 4, 16), альт (3, 4, 16) - JT Bates — ударные (3, 7, 13) - Джастин Вернон — лид-вокал (4), pulse (15) - Джек Антонофф — ударные (5, 6, 8-10, 14), перкуссия (5, 6, 8-10, 14), программинг (5, 6, 8-10), электрогитары (5, 6, 8-10, 14), клавишные (5, 6, 8-10), фортепиано (5), бас-гитара (5, 8-10, 14), бэквокал (5, 6, 9, 10), акустические гитары (6, 8, 14), B3 (6, 14), орган (9), меллотрон (14) - Эван Смит — саксофоны (5, 8-10, 14), клавишные (5, 8-10), программинг (5), флейта (8), электрогитара (8, 10), аккордеон (10, бэк-вокал (10), кларнет (14) - Бобби Хок — струнные (5, 8, 9) - Брайан Девендорф — программирование ударных (7) - Майк Фридом Харт — педальная слайд-гитара (10, 14), меллотрон (14), электропианино Wurlitzer (14), клависин (14), вибрафон (14), электрогитара (14) - Джош Кауфман — гармоника (14), электрогитара (14), Гавайская наколенная лэп-гитара (14) | Технический персонал - Тейлор Свифт — продюсирование (5, 6, 8, 9, 14) - Аарон Десснер — продюсирование и звукозапись (1-4, 7, 11-16), дополнительная звукозапись (2, 11) - Джек Антонофф — продюсирование и звукозапись (5, 6, 8-10, 14) - Джонатан Лоу — звукозапись (1-4, 7, 11-16), микширование (1-4, 7, 8, 11, 15, 16) - Лора Сиск — звукозапись (5, 6, 8-10, 14), звукозапись вокала (1-3; Свифт на 4; 13, 15, 16) - Белла Бласко — дополнительная звукозапись (2) - Джастин Вернон — звукозапись вокала (Bon Iver на 4) - Джон Руни — ассистент звукоинженера (5, 9, 14) - Йон Шер — ассистент звукоинженера (5, 9) - Сербан Генеа — микширование (5, 6, 9, 10, 12-14) - Джон Хенс — звукоинженер по микшированию (5, 6, 9, 10, 12-14) - Рэнди Меррилл — мастеринг (все треки) Запись дополнительных инструментов - Кайл Резник — альт (1, 2, 7, 11-13), скрипка (1, 2, 7, 11-13), труба (13) - Белла Бласко — синтезатор (2) - Дейв Нельсон — тромбон (2, 13) - Кларис Йенсен — виолончель (2, 7, 11-13) - Лоренцо Вульф — струнные (5, 9) - Брайан Девендорф — программирование ударных (7) - Майк Уильямс — струнные (8) - Йон Гаутье — струнные (8) - Бенджамин Ланц — тромбон (13) |

### Студии
Основные места записи
- Long Pond (Hudson Valley, Нью-Йорк) — звукозапись (1-4, 7, 11, 13-16), синтибас (8)
- Kitty Committee (Лос-Анджелес, Калифорния) — звукозапись (5, 6, 8-10, 14), вокал (1-3; Свифт на 4; 13, 15, 16)
- Rough Customer (Бруклин, Нью-Йорк) — звукозапись (5, 6, 8-10, 14)
- Electric Lady Studios (Нью-Йорк) — звукозапись (5, 9)
- Conway Recording Studios (Лос-Анджелес, Калифорния) — звукозапись (5, 9)

Дополнительные места записи
- Биарриц, Франция — оркестровка (1-4, 7, 11-13)
- The Dwelling (Нью-Йорк) — синтезатор (1), OP-1 (1)
- Принстон, Нью-Джерси — перкуссия (1)
- Буффало, Нью-Йорк — альт и скрипка (1, 2, 7, 11-13), труба (13)
- La Gaîté Lyrique (Париж, Франция) — дополнительная звукозапись (2)
- Штутгарт, Германия (в турне с группой the National) — дополнительная звукозапись (2)
- Bone Hollow (Accord, Нью-Йорк) — тромбон (2, 13)
- Лос-Анджелес, Калифорния — программирование ударных (2, 11), ритм-программирование (12), синтезаторы (12), ручная перкуссия (12), ударные (12)
- Бруклин, Нью-Йорк — виолончель (2, 7, 11-13), оркестровка (3, 16), скрипка и альт (3, 4, 16)
- Salon (Сент-Пол, Миннесота) — ударные (3, 7, 13)
- April Base (Fall Creek, Висконсин) — вокал Bon Iver (4), pulse (15)
- Pleasure Hill (Портленд, Мэн) — саксофоны (5, 8-10, 14), клавишные (5, 8-10), программирование (5), флейта (8), электрогитара (8, 10), аккордеон (10, бэквокал (10), кларнет (14)
- Restoration Sound (Бруклин) — струнные (5, 9)
- Цинциннати, Огайо — программирование ударных (7)
- Sound House (Лейкленд, Флорида) — струнные (8)
- Hook and Fade (Бруклин, Нью-Йорк) — педальная слайд-гитара (10, 14), меллотрон (14), электропианино Wurlitzer (14), клависин (14), вибрафон (14), электрогитара (14)

Студии микширования и мастеринга
- Long Pond (Hudson Valley, Нью-Йорк) — микширование (1-4, 7, 8, 11, 15, 16)
- Mixstar (Верджиния-Бич, Вирджиния) — микширование (5, 6, 9, 10, 12-14)
- Sterling Sound (Нью-Йорк) — мастеринг

## Чарты
| Чарт (2020-2022)                       | Высшая позиция |
| -------------------------------------- | -------------- |
| Австралия (ARIA)                       | 1              |
| Австрия (Ö3 Austria)                   | 2              |
| Бельгия/Фландрия (Ultratop)            | 1              |
| Бельгия/Валлония (Ultratop)            | 3              |
| Канада (Canadian Albums Chart)         | 1              |
| Чехия (ČNS IFPI)                       | 1              |
| Дания (Hitlisten)                      | 1              |
| Нидерланды (Album Top 100)             | 2              |
| Эстония (Eesti Ekspress)               | 1              |
| Финляндия (Suomen virallinen lista)    | 1              |
| Германия (Offizielle Top 100)          | 5              |
| Венгрия (MAHASZ)                       | 7              |
| Исландия (Tónlist)                     | 8              |
| Ирландия (Irish Albums Chart)          | 1              |
| Италия (FIMI)                          | 8              |
| Япония (Billboard Japan)               | 8              |
| Литва (AGATA)                          | 2              |
| Новая Зеландия (Recorded Music NZ)     | 1              |
| Норвегия (VG-lista)                    | 1              |
| Шотландия (Scottish Albums Chart)      | 2              |
| Испания (PROMUSICAE)                   | 2              |
| Швеция (Sverigetopplistan)             | 3              |
| Швейцария (Schweizer Hitparade)        | 1              |
| Великобритания (UK Albums Chart) ·     | 1              |
| США (Billboard 200)                    | 1              |
| США (Billboard Top Alternative Albums) | 1              |

| Чарт (2020)                    | Позиция |
| ------------------------------ | ------- |
| Австралия (ARIA)               | 2       |
| Канада (Billboard)             | 9       |
| Ирландия (IRMA)                | 7       |
| Новая Зеландия (RMNZ)          | 7       |
| Великобритания UK Albums (OCC) | 12      |
| США (Billboard 200)            | 5       |
| США (Top Alternative Albums)   | 1       |
| США (Top Album Sales)          | 1       |
| США (Tastemakers Albums)       | 1       |
| США (Top Current Album Sales)  | 1       |

| Чарт (2021)                  | Позиция |
| ---------------------------- | ------- |
| Австралия (ARIA)             | 20      |
| Канада (Billboard)           | 14      |
| США (Billboard 200)          | 12      |
| США (Top Alternative Albums) | 2       |

| Чарт (2022)                            | Позиция |
| -------------------------------------- | ------- |
| Австралия (ARIA)                       | 25      |
| Канада (Billboard)                     | 30      |
| Новая Зеландия (RMNZ)                  | 30      |
| Великобритания UK Albums (OCC)         | 30      |
| США Billboard 200                      | 41      |
| США Top Alternative Albums (Billboard) | 2       |

| Чарт (2023)                            | Позиция |
| -------------------------------------- | ------- |
| Австралия (ARIA)                       | 12      |
| Канада (Billboard)                     | 13      |
| Новая Зеландия (RMNZ)                  | 12      |
| США Billboard 200                      | 12      |
| США Top Alternative Albums (Billboard) | 1       |

| Чарт (2024)                            | Позиция |
| -------------------------------------- | ------- |
| Австралия (ARIA)                       | 11      |
| Бельгия (Ultratop Flanders)            | 8       |
| Германия (Offizielle Top 100)          | 19      |
| Дания (Hitlisten)                      | 47      |
| Канада (Billboard)                     | 17      |
| Мир (Global Albums, IFPI)              | 17      |
| Нидерланды (Album Top 100)             | 26      |
| Швейцария (Schweizer Hitparade)        | 95      |
| Великобритания UK Albums (OCC)         | 19      |
| США Billboard 200                      | 14      |
| США Top Alternative Albums (Billboard) | 4       |

## Сертификации и продажи
| Регион | Сертификация  | Продажи   |
| --- | ------------- | --------- |
| Австралия (ARIA) | 3× Платиновый | 210 000   |
| Австрия (IFPI Austria) | Платиновый    | 15 000    |
| Бельгия (BEA) | Золотой       | 10 000    |
| Канада (Music Canada) | 6× Платиновый | 480 000   |
| Дания (IFPI Danmark) | Платиновый    | 20 000    |
| Франция (SNEP) | Платиновый    | 100 000   |
| Германия (BVMI) | Золотой       | 100 000   |
| Италия (FIMI) | Платиновый    | 50 000    |
| Новая Зеландия (RMNZ) | 5× Платиновый | 75 000    |
| Норвегия (IFPI Norway) | Платиновый    | 20 000*   |
| Польша (ZPAV) | 2× Платиновый | 40 000    |
| Португалия (AFP) | Золотой       | 3500      |
| Сингапур (RIAS) | Золотой       | 5000*     |
| Испания (PROMUSICAE) | Золотой       | 20 000    |
| Швейцария (IFPI Switzerland) | Золотой       | 10 000    |
| Великобритания (BPI) | 2× Платиновый | 600 000   |
| США (RIAA) | 2× Платиновый | 2,289,000 |
| * Данные о продажах приведены только на основе сертификации. · Данные о продажах + прослушиваниях приведены только на основе сертификации. |               |           |

## История релиза
| Регион | Дата         | Формат                     | Издание     | Лейбл    | Ссылка  |
| ------ | ------------ | -------------------------- | ----------- | -------- | ------- |
| Разные | 24 июля 2020 | Цифровые загрузки стриминг | Стандартное | Republic | [ 322 ] |
| Разные | 24 июля 2020 | CD компакт-кассета винил   | Делюксовое  | Republic | [ 322 ] |

### Комментарии
1. ↑  US sales for Folklore as of January 2024[321]